# مونته ۵۰۶۳
سیارک ۵۰۶۳ (به انگلیسی: 5063 Monteverdi، نامگذاری:1989CJ5) پنج هزار و شصت و سومین سیارک کشف شده‌است که در ۲ فوریه ۱۹۸۹ کشف شد.
قدر مطلق سیارک برابر ۱۴٫۲۰ است.